# Stema municipiului Botoșani
Stema Botoșaniului a fost adoptată de Guvernul României în ședința din 3 martie 2010, prin Hotărârea de Guvern numărul 157 publicată în Monitorul Oficial Partea I numărul 152 din 9 martie 2010.

## Descriere
Stema municipiului Botoșani se compune dintr-un scut triunghiular francez antic, cu marginile rotunjite, în vârful scutului pe un câmp roșu, se află un păun de aur, conturnat, cu coada desfacută. În partea superioară a scutului pe un câmp argintiu, se afla Crucea Sfântului Gheorghe, de culoare roșie. Scutul este trimbrat de o coroana murală de argint cu șapte turnuri crenelate.
Păunul din parte inferioară semnifica statutul unic al târgului medieval Botoșani, acela de apanaj al Doamnei Moldovei, fiind prezent încă din Evul Mediu pe sigiliul orașului, acest fapt este atestat încă din 1661. Crucea Sfântului Gheorghe face referire la sfântul patron al orașului Botoșani, fiind hramul bisericii ridicate de Elena Rareș în centrul târgului medieval.

## Istoric
Prima pecete a orașului a fost descoperită pe documente ce datează din 1603 și avea următorul înscris: „SIA PECEATI ESTI MIASTA BOTTISANISCAGO”. Measta este un termen slav folosit rar în secolele XIV-XV, în documentele din Țările Române, cu sensul de târg. Folosirea acestui termen dovedește că Botoșaniul avea statutul de oraș încă din acele secole, altfel nu s-ar fi folosit acest termen pe sigiliul orașului.
Pe un document publicat de Alexandru Papadopol Calimachi din 5 august 1670 apare tot un păun cu coada răsfirată, o lucrare primitivă a unui gravor nepriceput. Faptul că păunul a continuat să fie folosit ca simbol al târgului pentru următoarele două secole este demonstrat de un act din 20 martie 1774. Pe toate aceste documente în care apare păunul se poate vedea inscripția: „Pecetea târgului Botaș”.
În 1780, Sfântul Gheorghe apare pentru întâia oară pe stema târgului moldav într-o jalbă, iar în motto-ul încadrată în exergă lămurește noua situație: „PECETEA TÂRGULUI BOTOȘAN[I] AFIEROSIT LA S[FÂN]T[UL] GHEO[R]GHIE 1780”. Această schimbare a apărut datorită desființări instituției șoltuzului și a faptului că pecetea târgului va fi aplicată de epitropul Bisericii Sfântul Gheorghe, stolnicul Manolache Dimache, vornicul de Botoșani, este primul ce îl rânduiește pe Constantin sin Apostol ca epitrop al bisericii Sf. Gheorghe și i-a încredințat și sigiliul târgului pentru întărirea zapiselor, din care se asigura și venitul bisericii (câte o oca de ceară pentru fiecare act întărit).
Regulamentul Organic a fost promulgat în 1832, iar odată cu acesta s-a schimbat și stema orașului. Noua stemă este diferită de cele anterioare, simbolul târgului fiind o coasă așezată oblic în câmp, cu lama orientată spre dreapta. Scutul modern francez era timbrat de o coroană ce semăna cu o coadă răsfirată de păun, iar în partea de jos este trecut 1832. Acesta era susținut de doi delfini afrontați și este înconjurată de o exergă în care este trecută legenda: „PECETE SFATULUI MUNIȚIPAL DE BOTOȘENI”. Din acest moment coasa devine, pe lângă simbol al orașului, simbol al întregului județ Botoșani.

## Variante anterioare
| Stema folosită de Botoșani în perioada interbelică. | Stema folosită în perioada Republicii Socialiste | Stema folosită de Botoșani între 1989 și 2010 |
| --------------------------------------------------- | ------------------------------------------------ | --------------------------------------------- |
|                                                     |                                                  |                                               |